# باتريك ويرث
باتريك ويرث (بالألمانية: Patrick Wirth)‏ هو متزحلق جبال الألب نمساوي، ولد في 17 سبتمبر 1971 في Bezau ‏ في النمسا.

## وصلات خارجية
- باتريك ويرث على موقع الاتحاد الدولي للتزلج (التزلج على المنحدرات الثلجية) (الإنجليزية)